# يوسف بودازي
يوسف بودازي (25 مايو 1947 – 22 نوفمبر 2003) هو مبارز بالسيف روماني راحل، مثّل بلاده في الألعاب الأولمبية الصيفية 1972.

## روابط رياضية
يوسف بودازي على موقع أوليمبيديا (الإنجليزية)